# Щукино (бывшая деревня, Москва)
Щукино — бывшая подмосковная деревня. Входила в состав Хорошёвской волости Московской губернии и уезда. Располагалась на высоком берегу Москвы-реки неподалёку от устья реки Химки. В 1940-х годах вошла в состав Москвы. От деревни получил название московский район Щукино, станция метро «Щукинская», а также улицы Щукинская и Новощукинская.

## Население
Динамика населения Щукина:
| Год     | 1646 | 1795 | 1852 | 1890 | 1899 | 1912 | 1926 |
| ------- | ---- | ---- | ---- | ---- | ---- | ---- | ---- |
| Жителей | 27   | 156  | 160  | 301  | 276  |      | 587  |
| Дворов  | 13   | 27   | 28   |      |      | 77   | 130  |

## История

### Первые упоминания
Название деревни происходит от неканонического имени Щука, отмеченного в частности в новгородских берестяных грамотах и принадлежавшего кому-то из её ранних владельцев.
Деревня Щукино впервые упоминается в грамоте Василия Тёмного, датируемой 1441—1442 годами. Согласно этой грамоте, князь пожаловал деревню Дмитрию Шемяке в числе прочих владений их общего дяди, угличского князя Константина Дмитриевича, умершего бездетным в 1433 году:
А мне, великому князю, тебя держати, как отец мой, князь великий Василий Дмитриевич, держал своего брата молодшего, твоего отца, князя Юрия Дмитриевича в братстве и в чести, без обиды… и жаловати ми тебя… твоею отчиною… так же и тем же, чем брате, яз тебя пожаловал, дал ти есмь в вудел, в вотчину оудел дяди нашего, княж Константинов Дмитриевича, Ржеву и Оугличе, и с волостями, и с селы, и чем, так же и в Московском уезде села Зарадылье, Сохна, Раменеицы, Усташковские деревни, Щукинская…
В литературе часто встречается версия, согласно которой Щукино было названо в честь воеводы Фёдора Юрьевича Кутузова-Щуки, умершего в 1530 году. Однако, эта версия ошибочна, так как деревня была впервые упомянута значительно раньше.

### XVI — XVII века

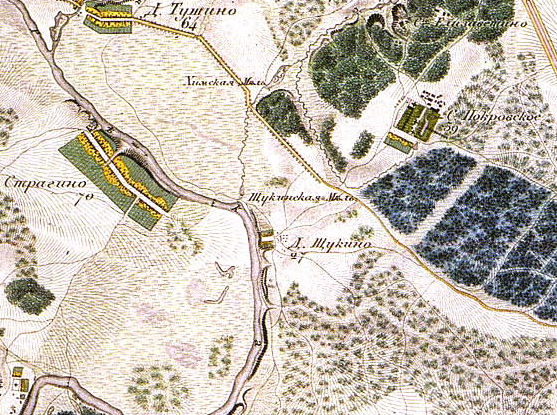
Щукино и окрестности в 1818 году

Во второй половине XV века село Щукино принадлежало князю Ивану Юрьевичу Патрикееву. В духовном завещании, датированном 1498 годом, он завещал село своему сыну Ивану. В 1499 году Патрикеевы попали в опалу, Щукино перешло к государству и долгое время было дворцовым селом.
Село пострадало во время смутного времени начала XVII века, но вскоре было восстановлено. С вступлением на престол Михаила Федоровича было пожаловано матери царя, и в 1623 году отмечено как село «великой государыни инокини Марфы». После её смерти (1631) вновь вернулось в казну, став деревней в составе Хорошевской конюшенной волости.

### XVIII — XIX века
В конце XVIII века рядом с деревней находились две мельницы. Щукино серьёзно пострадало от пожара во время Наполеоновского нашествия Отечественной войны 1812 года, 10 человек погибли.
После реформы 1861 года крестьяне стали сдавать свои земли в аренду. Пустовавшую землю рядом с Верхней Химкинской мельницей сперва арендовал горный инженер Н.Н. де Шарлевиль. А с 1882 года этот участок взял в аренду на 30 лет купец второй гильдии Ефим Хрисанович Белишев. После того, как мельница сгорела, он построил на этой территории шерстопрядильную фабрику. В 1897 году Белишев сдал часть неиспользуемой земли в субаренду инженеру-механику Александру Наумовичу Гранату, который построил там небольшую красильно-отбельную фабрику (она закрылась уже в 1908 году). В 1912 году в Щукине помимо фабрики Белишева находилось пиротехническое заведение Кульганек.

### XX век
В начале XX века в окрестностях Щукина строятся дачи, с 1912 г. - усадьбы. После прокладки трамвайной линии до соседнего Покровского-Стрешнева, к пляжу у деревни Щукино стали приходить множество отдыхающих. В 1930-х годах рядом с деревней были сооружены шлюзы №7 и №8 Канала имени Москвы. В 1940-х годах Щукино вошло в состав Москвы. Ныне территория деревни Щукино находится в составе одноимённого района Северо-Западного административного округа.